# Pilzbrut
Pilzbrut, auch Myzel oder Pilzsaat genannt, dient zum Anbau von Speisepilzen auf diversen Nährgrundlagen wie Holz, Stroh oder Kompost.
Die Pilzbrut wird aus dem Gewebestück eines Pilzes hergestellt, indem – in der Regel unter sterilen Laborbedingungen – das Pilzstück auf Agar aufgetragen wird. Nach einiger Zeit bildet sich das Myzel, welches auf Getreide „überimpft“ wird. Je nach Pilzart ist nach einigen Wochen auch das Getreide vom Myzel durchwachsen und damit einsatzfähig. Für den Hobbybereich wird die Getreidebrut nochmals auf Stroh oder Sägemehl überimpft, die wesentlich unempfindlicher sind. Die Pilzbrut wird dann, vergleichbar dem Samen bei Gemüse, als Ausgangsbasis für die Kultivierung von Speisepilzen verwendet.